# Орсини, Клариче
Клари́че Орси́ни — итальянская аристократка; супруга Лоренцо Медичи, мать римского папы Льва X.

## Биография
Клариче и Лоренцо заключили брак по доверенности 7 февраля 1469 года. Брак был устроен матерью Лоренцо Лукрецией Торнабуони, которая встретила Клариче 28 марта 1467 года в соборе Св. Петра; девушка покорила Лукрецию красотой и скромностью. Кроме того, Лукреция хотела женить старшего сына на женщине из знатной семьи в целях повышения социального статуса Медичи. Приданое Клариче составило 6000 флорин. Она прибыла во Флоренцию 4 июня 1469 года.
Клариче не была популярна во Флоренции, поскольку её строгая религиозность противоречила гуманистическим идеалам эпохи. Даже сам Лоренцо предпочитал ей флорентийку Лукрецию Донати, которой он посвящал свои стихи.
Из десяти детей, рожденных Клариче в браке с Лоренцо, трое умерли в младенчестве. Во время заговора Пацци, целью которого было убийство Лоренцо и его младшего брата Джулиано, Клариче с детьми была отправлена в Пистою.
Клариче возвращалась в Рим несколько раз, чтобы навестить своих родственников; всегда ездила одна, поскольку Лоренцо не любил Рим. Она также посетила Вольтерру, Колле-ди-Валь-д’Эльсуу, Пассиньяно и другие места в 1480-х. 30 июля 1488 года она скончалась от туберкулёза во Флоренции.

## Потомство
- Лукреция Мария Ромола Медичи (4 августа 1470 — 15 ноября 1553); была замужем за Якопо Сальвиати[итал.], от которого родила 10 детей, среди которых были кардинал Джованни Сальвиати[итал.], кардинал Бернардо Сальвиати, Мария Сальвиати (мать Козимо Медичи, великого герцога Тосканского) и Франческа Сальвиати (мать римского папы Льва XI);
- Близнецы, умершие вскоре после рождения (март 1471);
- Пьеро II ди Лоренцо ди Медичи (15 февраля 1472 — 28 декабря 1503); был женат на Альфонсине Орсини, от которой имел 4 детей (двое из которых скончались в раннем возрасте): Лоренцо II Медичи, герцог Урбино и Клариче Медичи (тётя королевы Франции Катерины Медичи);
- Мария Маддалена Ромола Медичи (25 июля 1473 — 2 декабря 1519); была замужем за Франческетто Чибо, от которого родила 7 детей;
- Контессина Беатриче Медичи, умершая вскоре после рождения (23 сентября 1474 — сентябрь 1474)
- Джованни ди Лоренцо ди Медичи (11 декабря 1475 — 1 декабря 1521);, ставший 11 марта 1513 года папой римским Львом Х[6];
- Луиза Контессина Ромола Медичи (25 января 1477—1488); была обручена с Джованни Пополано Медичи, но скончалась в возрасте 11 лет;
- Антония Контессина Ромола Медичи[итал.] (16 января 1478 — 29 июня 1515); была замужем за Пьеро Ридольфи, от которого родила 5 детей, среди которых был кардинал Николо Ридольфи;
- Джулиано ди Лоренцо ди Медичи (12 марта 1479 — 17 марта 1516); был женат на Филиберте Савойской[итал.], в браке с которой детей не было, но был внебрачный сын от Пацифики Брандано — Ипполито Медичи.

## Портрет
В Национальной галерее Ирландии в Дублине находится портрет кисти Доменико Гирландайо, на котором предположительно изображена Клариче Орсини.